# Phaenognatha tristis
Phaenognatha tristis är en skalbaggsart som beskrevs av Gilbert John Arrow 1909. Phaenognatha tristis ingår i släktet Phaenognatha och familjen Aclopidae. Inga underarter finns listade i Catalogue of Life.